# Delejna
Delejna (bulgariska: Делейна) är ett distrikt i Bulgarien.   Det ligger i kommunen Obsjtina Bregovo och regionen Vidin, i den nordvästra delen av landet, 160 km norr om huvudstaden Sofia.
Omgivningarna runt Delejna är en mosaik av jordbruksmark och naturlig växtlighet. Runt Delejna är det ganska glesbefolkat, med 40 invånare per kvadratkilometer.